# Runavík (gmina)
Runavík (far. Runavíkar kommuna) – gmina na Wyspach Owczych, terytorium zależnym Danii, położonym na Oceanie Atlantyckim. Sąsiaduje z sześcioma gminami: Eiðis, Eystur, Fuglafjarðar, Nes, Sjóvar oraz Sunda kommuna. Siedzibą władz gminy jest Saltangará.
Gmina położona jest w kilku obszarach wyspy Eysturoy. Jedna z jej części leży między fiordem Skálafjørður a wschodnim wybrzeżem wyspy (obszar między innymi miejscowości Runavík i Saltangará). Druga  rozciąga się od północnego fragmentu zachodniego wybrzeża Skálafjørður w kierunku północno-zachodnim do zatoki Funningsfjørður (leży tam między innymi miejscowość Skáli). Ostatnim obszarem są tereny dawnej gminy Funningur w północnej części Eysturoy. Zajmuje powierzchnię 99,9 km².
Według danych na 1 stycznia 2014 roku zamieszkuje ją 3 731 ludzi.

## Historia
W 1872 roku powstała Eysturoyar Prestagjalds kommuna, obejmująca tereny całej wyspy Eysturoy, w tym także gminy Runavík. W 1912 roku oderwała się od niej gmina Nes, w której skład wchodziły wówczas tereny Runavíkar kommuna. Gminę Runavík odłączono w 1967 roku i początkowo obejmowała ona tereny między zatoką Skálafjørður a wschodnim wybrzeżem Eysturoy (ok. 29 km²). W 2005 roku w granice gminy włączono tereny trzech innych jednostek administracyjnych - Elduvíkar, Oyndarfjarðar oraz Skála kommuna. Kolejnej zmiany dokonano w roku 2009, kiedy w skład gminy weszła Funnings kommuna.

## Populacja
Gmina zamieszkiwana jest przez 3 731 osób. Współczynnik feminizacji wynosi tam 89 (na 1757 kobiet przypada 1974 mężczyzn). W społeczeństwie gminy ludzie starsi niż 60 lat stanowią 22,7% populacji, natomiast osoby poniżej dwudziestego roku życia 28,5%. Największą grupą w przedziałach dziesięcioletnich stanowią osoby w wieku 10-19 lat (14,84%), jednak dość znaczącą częścią populacji są także ludzie w wieku 40-49 lat (14,23%).
Dane dotyczące liczby ludności w gminie Runavík zbierane są od roku 1970. Jej populacja na ówcześnie zajmowanym terytorium wynosiła 1622 osoby i wzrastała (2067 w roku 1977, 2327 w 1983 i 2372 w 1985) do roku 1990, gdy osiągnęła 2488 osób. Wówczas na Wyspach Owczych panował kryzys gospodarczy, który skutkował wysokimi współczynnikami emigracji z archipelagu Wysp Owczych. Liczba ludności w 1995 roku zmalała do 2279, jednak od tamtej pory zaczęła sukcesywnie wzrastać. Szczególnie duży przyrost populacji zanotowano w 2005 roku, po włączeniu trzech innych jednostek administracyjnych. Liczba ludności wyniosła wtedy 3642 osoby i wzrosła w 2010 roku do 3795, a następnie zaczęła maleć.

## Polityka
Burmistrzem gminy jest Magnus Rasmussen, startujący z list Partii Ludowej. Prócz niego w radzie gminy zasiada dziesięć osób. Ostatnie wybory samorządowe na Wyspach Owczych miały miejsce w 2012 roku, a ich wyniki w gminie Runavík przedstawiały się następująco:
| Lista | Nazwa partii                                   | Głosy | Procent | Mandaty | Mandaty |
| ----- | ---------------------------------------------- | ----- | ------- | ------- | ------- |
| A     | Partia Ludowa (Fólkaflokkurin)                 | 1 577 | 70,94   | 8       | +1      |
| B     | Partia Unii (Sambandsflokkurin)                | 405   | 18,22   | 2       | -2      |
| C     | Partia Socjaldemokratyczna (Javnaðarflokkurin) | 241   | 10,84   | 1       | 0       |
|       | Suma                                           | 2 237 | 100     | 11      | -1      |

| Lista A        | Lista A                  | Lista A        | Lista B           | Lista B               | Lista B           | Lista C           | Lista C                  | Lista C           |
| Fólkaflokkurin | Fólkaflokkurin           | Fólkaflokkurin | Sambandsflokkurin | Sambandsflokkurin     | Sambandsflokkurin | Javnaðarflokkurin | Javnaðarflokkurin        | Javnaðarflokkurin |
| Nr             | Kandydat                 | Głosy          | Nr                | Kandydat              | Głosy             | Nr                | Kandydat                 | Głosy             |
| -------------- | ------------------------ | -------------- | ----------------- | --------------------- | ----------------- | ----------------- | ------------------------ | ----------------- |
| 1.             | Torbjørn Jacobsen        | 181            | 1.                | Rigmor Rasmussen      | 13                | 1.                | Ragnar Sundstein Olsen   | 48                |
| 2.             | Terji Beinir Vestergaard | 107            | 2.                | Nanna Jacobsen        | 8                 | 2.                | Katrin Múller Absalonsen | 64                |
| 3.             | Sæunn Ólavsdóttir Hansen | 69             | 3.                | Mariann P. Garðalíð   | 35                | 3.                | Jonhard Danielsen        | 79                |
| 4.             | Niels Juul Kristiansen   | 55             | 4.                | Klæmint Østerø        | 55                | 4.                | Hans Erik Hansen         | 20                |
| 5.             | Magnus Rasmussen         | 348            | 5.                | Karl M. Rasmussen     | 108               | 5.                | Faber Isaksen            | 26                |
| 6.             | Kári Egholm Jacobsen     | 133            | 6.                | Jógvan Andersen       | 9                 |                   |                          |                   |
| 7.             | Kristian Gaardbo         | 71             | 7.                | Hans Jákup Johannesen | 21                |                   |                          |                   |
| 8.             | Jónleyg Hammer           | 122            | 8.                | Bárður Kass Nielsen   | 155               |                   |                          |                   |
| 9.             | Jens Marius Dalsgaard    | 11             |                   |                       |                   |                   |                          |                   |
| 10.            | Hjalmar Juul             | 10             |                   |                       |                   |                   |                          |                   |
| 11.            | Helgi Lamhauge Petersen  | 159            |                   |                       |                   |                   |                          |                   |
| 12.            | Hallur Fróði Hansen      | 61             |                   |                       |                   |                   |                          |                   |
| 13.            | Hallur Ellingsgaard      | 96             |                   |                       |                   |                   |                          |                   |
| 14.            | Bjarni Kjeld             | 67             |                   |                       |                   |                   |                          |                   |
| 15.            | Arnfinn Langaard         | 84             |                   |                       |                   |                   |                          |                   |
|                | Lista                    | 3              |                   | Lista                 | 1                 |                   | Lista                    | 4                 |

Frekwencja wyniosła 79,36% (w głosowaniu wzięło udział 2 237 osób z 2 801 uprawnionych). Oddano dziewięć kart wypełnionych błędnie oraz pięć głosów pustych.

## Miejscowości wchodzące w skład gminy Runavík
| Miejscowość     | Liczba mieszkańców (01.01.2014) | Krótki opis | Zdjęcie                           |
| --------------- | ------------------------------- | --- | --------------------------------- |
| Æðuvík          | 107                             | Miejscowość założona w 1897 roku. Mieściło się tam Tinghella dawne miejsce zbierania się thingu - wikińskiego wiecu. |                                   |
| Elduvík         | 19                              | Miejscowość podzielona na dwie części przez rzekę. Kościół w miejscowości pochodzi z 1951 roku. Do 2005 roku była siedzibą odrębnej gminy. | Elduvík.                          |
| Funningsfjørður | 54                              | Miejscowość założona w 1812 roku. Mieściła się tam stacja wielorybnicza w latach 1902–1913. | Funningsfjørður.                  |
| Funningur       | 51                              | Według Sagi o Farerczykach miał się tam osiedlić pierwszy mieszkaniec Wysp Owczych, przybyły z Wysp Brytyjskich lub Norwegii Grímur Kamban około 800 roku. Kościół w miejscowości pochodzi z 1847 roku. Do 2009 roku było siedzibą osobnej gminy. | Funningsur z lotu ptaka.          |
| Glyvrar         | 364                             | Znajduje się tam muzeum zwane Bygdasavnid Forni. W latach 1903–1928 funkcjonowała w Glyvrar szkoła dla nawigatorów, w której szkolono kapitanów statków rybackich. Kościół został tam wybudowany w 1927 roku, a w 1981 przeszedł renowację. | Kościół w Glyvrar.                |
| Lambareiði      | 5                               | Niewielka miejscowość położona na wschodnim brzegu Skálafjørður. |                                   |
| Lambi           | 136                             | Miejscowość występująca także pod nazwą Lamba. W 1707 roku w pobliżu miejscowości zatonął norweski statek Norske Love (Norweski Lew), którego model oraz wyłowiony z niego dzwon znajdują się w Havnar Kirkja (Tórshavn). | Lambi.                            |
| Oyndarfjørður   | 136                             | Znajduje się tam kościół z 1838 roku. W 2004 roku odkryto tam wyrzeźbione w skale twarze, które okazały się później dziełem młodego artysty z lat 80. XX wieku. Znajduje się tam schronisko młodzieżowe, a jedna z głównych atrakcji turystycznych są Rinkusteinar - dwa bloki skalne, wprawiane w ruch przez pływy lub prądy morskie. Do 2005 roku była siedzibą odrębnej gminy. | Oyndarfjørður.                    |
| Rituvík         | 252                             | Miejscowość założona w 1873 roku. Znajduje się tam kościół wybudowany w 1955 roku. | Rituvík.                          |
| Runavík         | 505                             | Miejscowość została założona w 1916 roku przez Hansa Tausena, jednak nazwę Runavík zaczęto stosować dopiero po roku 1938. Znajdujący się tam port jest zapleczem dla platform wiertniczych, wydobywających ropę naftową na południe od Wysp Owczych. Miejscowość w połowie czerwca, wspólnie z wsią Strendur organizuje coroczny festiwal Eystanstevna.                           | Port w Runavík.                   |
| Saltangará      | 967                             | Miejscowość założono w 1846 roku, jednak obecnie dominują w niej zabudowania współczesne. |                                   |
| Skálabotnur     | 103                             | Zwana także Skálafjørður. Powszechnie uważa się, że miejscowość powstała w XVII wieku, jednak niektóre badania wskazują, iż już wcześniej istniały tam zabudowania. Znajduje się tam jedna z nielicznych na Wyspach Owczych plaż. |                                   |
| Skáli           | 656                             | Miejscowość nazywana czasem Skála. Znajduje się tam największa stocznia na Wyspach Owczych. Od połowy lat 70. XX wieku, w ostatni weekend maja odbywa się tam coroczny festiwal. W XVI wieku znajdujący się tam kościół wraz z przebywającymi tam wiernymi został zmyty do zatoki podczas sztormu. Obecny kościół wybudowano w 1940 roku.                                         | Boisko piłkarskie klubu Skála ÍF. |
| Skipanes        | 51                              | Miejscowość założono w roku 1841, jednak już w VIII wieku swoje statki cumowali tu wikingowie. Odnosić ma się do tego nazwa Skipanes (Przylądek Statków). | Skipanes.                         |
| Søldarfjørður   | 325                             | Miejscowość zwana wcześniej Sølmundarfjørður. Znajduje się tam stosunkowo nowa szkoła. | Søldarfjørður.                    |

## Gminy partnerskie
Gmina Runavík ma podpisane umowy partnerskie z czterema innymi jednostkami:
- miejscowość Egilsstaðir
- gmina Hjørring
- gmina Ísafjarðarbær
- miejscowość Uummannaq